# Adolf Feller
Adolf Feller (* 11. Mai 1879 in Bümpliz; † 4. Oktober 1931 in Paris) war ein Schweizer Unternehmer. 

## Leben
Adolf Feller wurde 1879 als Sohn des Landwirts Gottfried Feller und der Anna Elisabeth Feller geb. Sahli geboren. Auf Druck und Kosten eines Onkels besuchte er die Stadtschulen in Bern und absolvierte danach die kaufmännische Lehre in Les Verrières. Von 1897 bis 1900 bildete er sich im englischen Leicester zum Kaufmann weiter. Von 1900 bis 1908 war er in einem Unternehmen in Catania (Sizilien) tätig, wo er den Aufbau und die Leitung des Agrumenhandels übernahm.

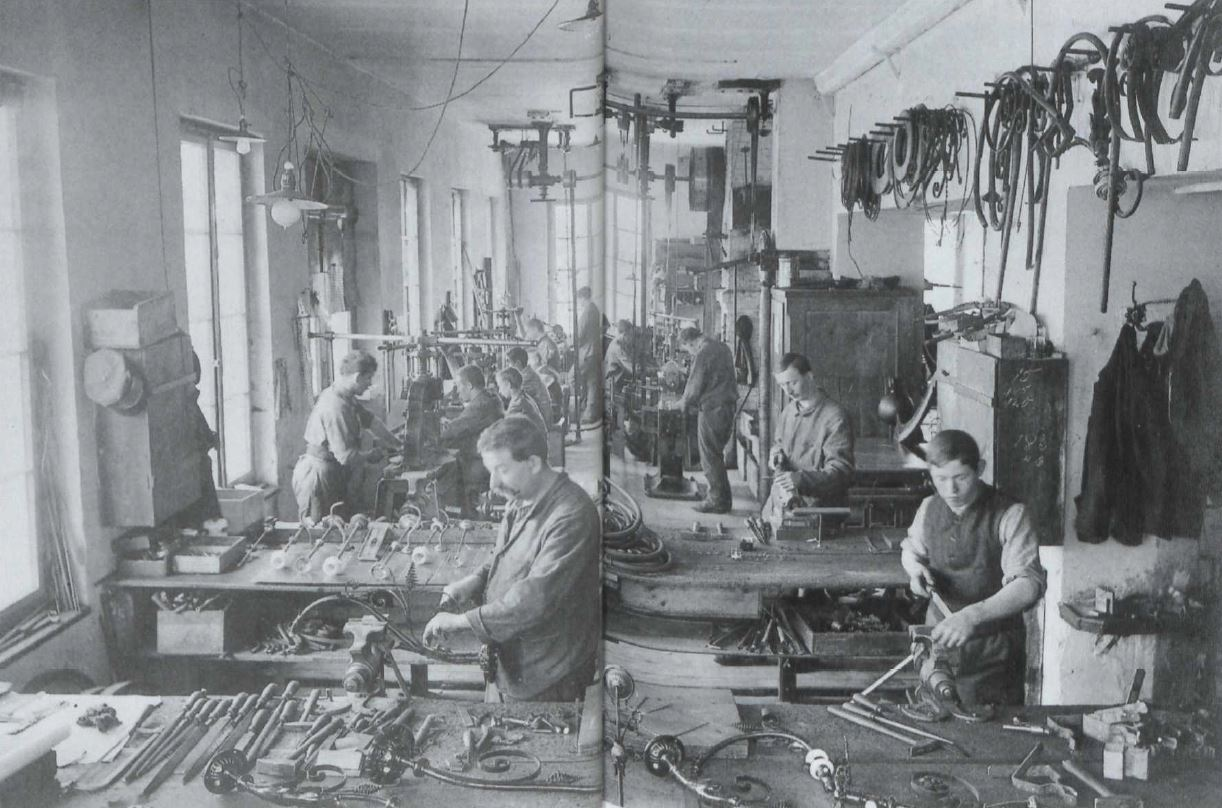
Schlosserei und Stanzerei der Feller AG in Horgen 1917

1909 heiratete er Emma Richi, Tochter des Jakob, des technischen Direktors und Mitinhabers der Telegraphen-Werkstätte Hasler.
Im gleichen Jahr erwarb er auf Empfehlung seines Schwiegervaters die Elektrohandelsfirma Bollier in Horgen. Kriegsbedingte Importprobleme liessen Feller das Unternehmensschwergewicht auf die Eigenproduktion verlegen, was der Firma einen beachtlichen Aufschwung einbrachte. Er passte seine Produkte frühzeitig an die neuen SEV-Normen an, für deren Schaffung er sich eingesetzt hatte.
Er war Mitbegründer der 1918 entstandenen Arbeitgebervereinigung Horgen und Unterer Zürichsee. 
Nach Adolf Fellers Tod übernahmen seine Witwe und Tochter Elisabeth die Leitung der Firma, der heutigen Feller AG, die 1992 an die französische Schneider Electric verkauft wurde.

## Postkartensammlung Adolf Feller

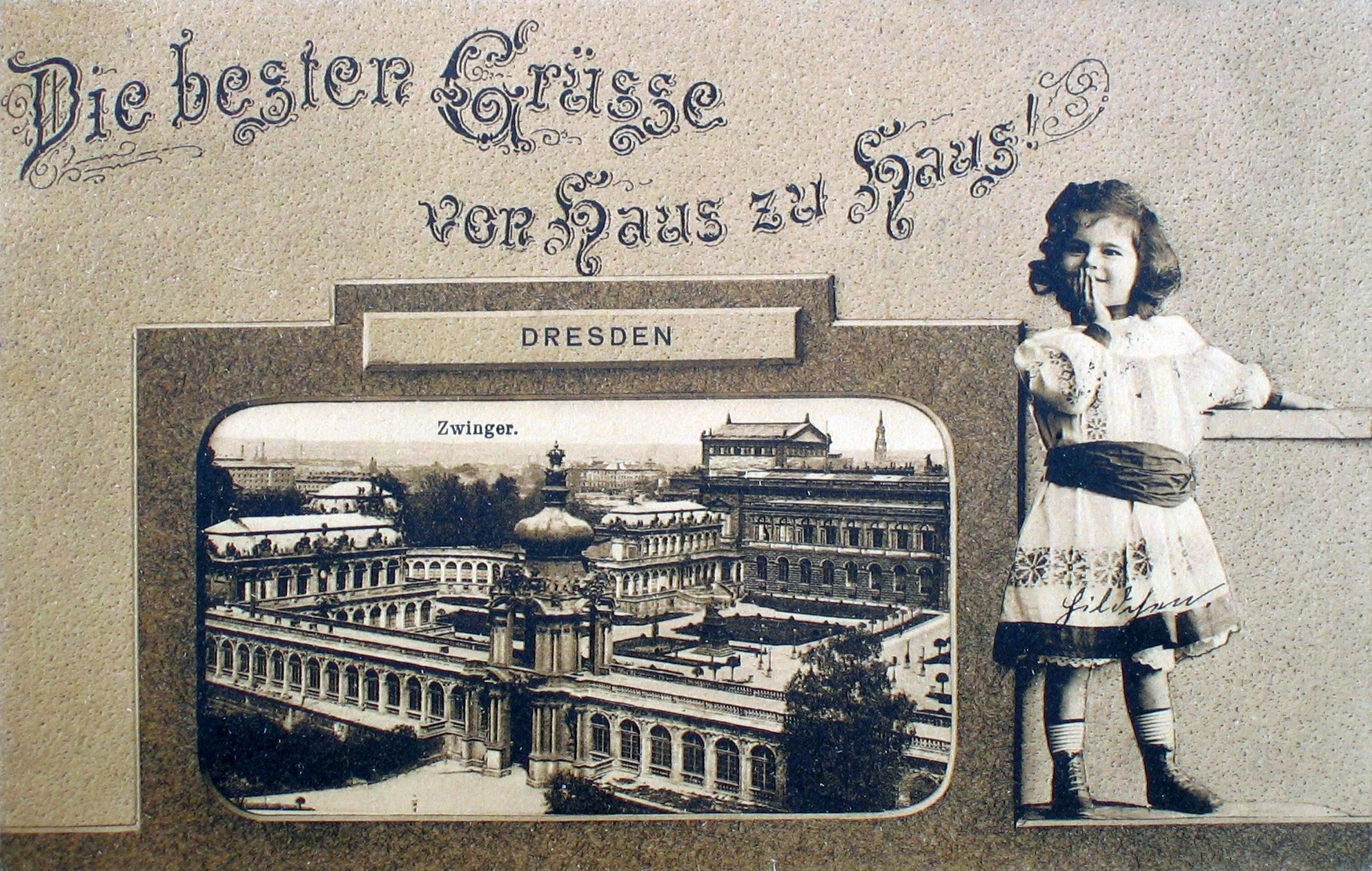
Dresden-Postkarte von 1906 aus der Sammlung Feller

Feller betätigte sich während Jahrzehnten als Philokartist. Seine ca. 54'000 Ansichtskarten umfassende Sammlung wurde 2008 von Fellers Enkeltochter Susanna Züst Teil als Schenkung dem Bildarchiv der ETH-Bibliothek übergeben. Dabei zeigen 15'000 Ansichten die Schweiz, die anderen Sammlungsstücke kommen aus mehr als 140 Ländern. Alle von Adolf Feller zusammengetragenen Karten, deren Bestand seine Tochter Elisabeth erweiterte, sind digitalisiert, beschlagwortet und – teilweise mit Transkription – online verfügbar.